# Klippspik
Klippspik (Calicium corynellum) är en lavart som först beskrevs av Erik Acharius, och fick sitt nu gällande namn av Erik Acharius. Klippspik (svamp) ingår i släktet Calicium och familjen Physciaceae.   Inga underarter finns listade i Catalogue of Life.